# SVT24
SVT24 è un canale televisivo svedese prodotto dalla compagnia pubblica nazionale Sveriges Television (SVT).
Iniziò a trasmettere nel 1999 come canale dedicato alle notizie. Nel 2003, ampliò il suo raggio d'azione includendo programmi di attualità e sport nella programmazione del fine settimana. Attualmente, il palinsesto del canale è costituito principalmente da notiziari, sport, trasmissioni d'intrattenimento e repliche dei programmi di SVT1 e SVT2.

## Storia
Il 15 marzo 1999 alle 13:15 iniziò la trasmissione di SVT24. La trasmissione è iniziata con un sommario delle notizie, seguito da un'apertura ufficiale da parte dell'amministratore delegato di SVT. All'inizio, il canale trasmetteva spesso in simulcast con altri canali, prima con SVT2 e in estate con SVT1. SVT24 si occupava anche di trasmissioni prolungate in caso di eventi speciali.
Il canale trasmetteva notizie ogni quindici minuti durante i giorni feriali. Tuttavia, non c'erano trasmissioni nei fine settimana e le trasmissioni notturne iniziarono alcuni mesi dopo. Il canale trasmetteva anche notizie di economia due volte all'ora, previsioni del tempo, reportage dai Paesi nordici e altre storie in primo piano.
SVT24 utilizzava la tecnologia digitale per la trasmissione, quindi un bollettino di SVT24 era molto più economico di un bollettino di Rapport o Aktuellt. Per questo motivo, nel 1999 e nel 2000, SVT24 rilevò tutti i brevi bollettini di Rapport e dei programmi del mattino che sono stati spostati nello studio di quest'ultimo. Nel 2000, SVT24 si fuse con Rapport e Aktuellt in un'unica redazione centrale. Dopo qualche tempo, il canale fu colpito da una riduzione dei costi e tutte le trasmissioni tra le 09:30 e le 16:00 cessarono per qualche tempo.
L'8 settembre 2001, Aktuellt e Rapport si trasferirono in un nuovo studio comune e subirono un restyling grafico. Tutti i notiziari di SVT1 ricevettero il marchio Rapport. SVT24 si trasferì nello studio comune una settimana dopo. Alla fine del 2002, SVT dichiarò che SVT24 stava per essere fuso con SVT Extra in un nuovo canale, chiamato solo 24. 24 avrebbe incluso una gamma più ampia di programmi rispetto a SVT24, tra cui eventi sportivi nel fine settimana.
Il 24 febbraio 2003 venne lanciato il nuovo canale che era costituito da piccoli notiziari di Rapport di circa 3 minuti messi in onda ogni mezz'ora. Tra questi bollettini venivano trasmessi programmi di vario genere. Nel day-time trasmetteva programmi come 24 Direkt (la versione svedese di C-SPAN) e 24 Måndag-Fredag e repliche dei programmi serali della prima e della seconda rete della radiotelevisione. Invece, il palinsesto del prime-time era costituito da un chat show condotto da Claes Elfsberg, 24 minuter, e da programmi nazionali come 24 Nöje (programma di intrattenimento), 24 Konsument, Sverige Nu e internazionali come Saturday Night Live, documentari e notiziari targati BBC News. Durante il fine settimana, 24 offriva il "notiziario interattivo" 24 Vision e programmi sportivi.
Nell'autunno del 2003, il canale fu colpito da un'ennesima riduzione dei costi. I brevi notiziari venivano trasmessi solo ogni ora durante il giorno e 24 Direkt iniziò a occupare il resto del palinsesto diurno. Tra i nuovi programmi, un programma radiofonico registrato, Lantz i P3. L'anno successivo, la programmazione internazionale acquisita e BBC World scomparvero e 24 Konsument e 24 Nöje furono trasformati in notiziari quotidiani e la sera vennero inseriti dei notiziari sportivi.
Nel 2005, le trasmissioni in simulcast di Rapport e Aktuellt furono sostituite da repliche di programmi di attualità di SVT1 e SVT2. 24 Konsument fu eliminato dal palinsesto alla fine del 2005 e nel 2006, 24 Nöje fu ribattezzato Nöjesnytt con trasmissioni presenti sia su SVT1 (al mattino) che su SVT2 (alla sera).
Gli ascolti del canale furono molto modesti fin dall'inizio. Il 2006 ha comunque segnato un aumento significativo degli ascolti. Per l'intero anno 2005, lo svedese medio guardava SVT24 per 0,7 minuti al giorno. Nel mese di novembre 2006 questo dato raddoppiò, passando a 1,4 minuti. Il mese successivo, dicembre 2006, l'indice di ascolto è raddoppiato ancora una volta, con una media di 2,8 minuti al giorno e gli spettatori, per la prima volta, resero SVT24 uno dei dieci canali più visti in Svezia.
Nel dicembre 2006, il programma quotidiano di attualità Studio 24 fu soppresso a causa dei tagli al budget del dipartimento di informazione di SVT. Anche Sverige Nu venne eliminato. Il canale fu rilanciato nel gennaio 2007. Il nuovo palinsesto serale consisteva principalmente in repliche di programmi di SVT1 e SVT2 e in un notiziario di mezz'ora di Rapport con Nöjesnytt alle 21:30. 24 Direkt, le trasmissioni sportive e gli aggiornamenti delle notizie furono mantenuti. Il 18 gennaio 2010, Kunskapskanalen iniziò a condividere lo spazio del canale con SVT24 e SVT Barnkanalen, e allo stesso tempo 24 Direkt fu rinominato SVT Forum e spostato su Kunskapskanalen. Secondo l'attuale disposizione, SVT24 va in onda dalle 20:00 alle 05:00 del giorno successivo, mentre SVT Barn e Kunskapskanalen occupano le fasce orarie di mattina, pomeriggio e prima serata.

## Distribuzione
Il canale è trasmesso in chiaro sul digitale terrestre in Svezia e nelle Isole Åland. Anche i satelliti Thor e Sirius emettono le trasmissioni di SVT24, ma criptate. Per vedere il canale è necessaria una scheda di decodifica di Viasat o Canal Digital. Le due maggiori reti via cavo (Com Hem e UPC) trasmettono la versione analogica del canale.

## Loghi

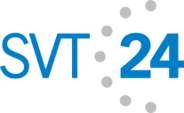
Logo usato dal 1999 al 2001
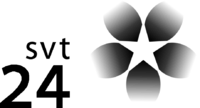
Logo usato dal 2001 al 2003
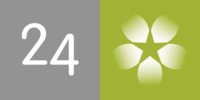
Logo usato dal 2003 al 2007
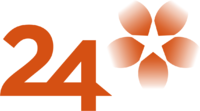
Logo usato dal 2007 al 2008
Logo usato dal 2008 al 4 marzo 2012
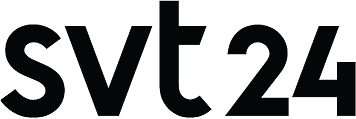
In uso dal 25 novembre 2016